# Peace thru Vandalism/When in Rome Do as the Vandals
Peace thru Vandalism/When in Rome Do as the Vandals è una raccolta del gruppo punk band statunitense The Vandals, pubblicata inizialmente nel 1989 dalla Restless Records e in seguito ripubblicata dalla Time Bomb Recordings, etichetta di Mike Ness dei Social Distortion.. Si tratta di una ripubblicazione su CD del primo EP della band, Peace thru Vandalism, e del primo LP, When in Rome Do as the Vandals. La versione della Restless ha per prime le tracce di When In Rome Do as The Vandals, mentre quella della Time Bomb presenta le tracce in ordine cronologico.
Brent Turner è accreditato come bassista in When in Rome Do as the Vandals, sebbene al tempo della registrazione dell'album il bassista della band fosse Chalmer Lumary. In ogni caso Lumary è nominato nei crediti come bassista ufficiale.

## Tracce
1. Wanna Be Manor (Ackermann/Jensen) - 2:04
2. Urban Struggle (Ackermann/Jensen) - 3:49
3. The Legend of Pat Brown (Ackermann/Jensen) - 3:27
4. Pirate's Life (Ackermann/Escalante) - 2:14
5. H.B. Hotel (Elvis Presley) - 1:58
6. Anarchy Burger (Hold the Government) (Escalante/Jensen) - 1:51
7. Ladykiller (Escalante/Jensen) - 3:42
8. Birthday Bash (Escalante/Jensen) - 2:51
9. Master Race (In Outer Space) (Escalante/Jensen) - 1:42
10. Big Bro vs. Johnny Sako (Escalante/Jensen/Ackermann) - 3:04
11. Mohawk Town (Ackermann/Jensen) - 2:49
12. Viking Suit (Escalante/Jensen/Ackermann) - 3:48
13. Hocus Pocus (Focus) - 2:56
14. I'm a Fly (Escalante/Jensen/Ackermann) - 1:58
15. Slap of Love (Ackermann/Jensen) - 2:15
16. Airstream (Escalante/Jensen) - 2:16
17. Rico (Ackermann/Jensen) - 3:17

## Crediti[2]
- Steven Ronald "Stevo" Jensen - voce
- Jan Nils Ackermann - chitarra, chitarra acustica in Mohawk Town e Rico
- Steve Pfauter - basso (tracce 1-6)
- Chalmer Lumary - basso (tracce 7-17), voce d'accompagnamento
- Brent Turner - basso
- Joe Escalante - batteria, tromba in Rico
- Brett Gurewitz - voce d'accompagnamento in Anarchy Burger (Hold the Government)
- Mike Doud - art director, design